# Robert Carson Lamm
Robert Carson Lamm (New Albany, 9 april 1922 – Scottsdale, 26 juli 1997) was een Amerikaanse componist en muziekpedagoog.

## Levensloop
Lamm studeerde aan de Indiana University in Bloomington en behaalde aldaar zijn Bachelor of Music. Vervolgens studeerde hij aan de Universiteit van Arizona in Tucson en behaalde zijn Master of Music in 1948 met zijn compositie Third piano sonata in A mineur. Hij werd muziekdocent aan de Indiana University in Bloomington en vervolgens aan het Park College, nu: Park Universiteit, in Parkville alsook aan de Universiteit van Arizona in Tucson. 
Als componist schreef hij werken voor verschillende genres. Naast zijn bovengenoemde pianosonate (1948) is vooral zijn Saturday in the Park, voor harmonieorkest bekend.

## Publicaties
- samen met: Edwin Putnik: Music theory in outline form, Tempe, Arizona State University, 1965. 236 p.